# Mai 1940 (guerre mondiale)
Chronologie de la Seconde Guerre mondiale
Avril 1940 - Mai 1940 -  Juin 1940
- 1er mai : 
  - Début de l'évacuation du corps expéditionnaire franco-britannique à Namsos. L'effort se concentre alors sur Narvik où les Français sont parvenus à prendre pied.

- 5 mai : 
  - Le gouvernement norvégien en exil s'installe à Londres.

- 8 mai : 
  - Les Polonais de la Brigade autonome de chasseurs de Podhale débarquent sur l'île norvégienne de Hinnoy et se préparent à attaquer Narvik.

- 9 mai : 
  - La conscription au Royaume-Uni est prolongée jusqu'à l'âge de 36 ans.

- 10 mai : 
  - Offensive générale allemande à l'Ouest contre les Pays-Bas, la Belgique, le Luxembourg et la France : les Alliés la nommeront la bataille de France. Dès le premier jour de combat, les armées et les places fortes belges et néerlandaises sont submergées. La Belgique accepte, enfin mais trop tard, l'intervention des forces franco-britanniques : jusqu'au bout, et malgré les évidences, la Belgique s'était accrochée à l'espoir du respect de sa neutralité.
  - L'élite des forces franco-britannique, stationné sur la frontière belge, reçoit l'ordre de se porter en avant, avec comme objectif (déjà illusoire !) d'organiser la défense le long de l'Escaut et de la Meuse.
  - Winston Churchill devient Premier ministre, succédant à Arthur Neville Chamberlain, démissionnaire. Son programme : la guerre, rien que la guerre. Il promet aux Britanniques, dans un discours devenu célèbre « de la peine, du sang, de la sueur et des larmes ».
  - Mobilisation générale en Suisse (voir aussi incidents aériens).

- 11 mai : 
  - Le Luxembourg est occupé.

- 12 mai : 
  - Les Allemands atteignent la Meuse française, et la franchissent. Toute la semaine suivante sera caractérisée par une consternante absence de réaction du haut commandement.

- 13 mai : 
  - Le gouvernement néerlandais en exil s'installe à Londres.
  - Débarquement franco-britannique à Narvik (13 mai-7 juin). La Légion Étrangère prend pied sur les hauteurs de Bjerkvik.
  - Percée de Sedan des troupes blindées allemandes du général Guderian. Le général Rommel se distingue.
  - Effondrement du front belge.
  - Discours de Winston Churchill à la Chambre des communes
  - Bataille de Monthermé entre forces françaises et allemandes.

- 14 mai : 
  - Le front français est enfoncé à Sedan ;
  - La création des volontaires locaux de la défense (la Home Guard) est annoncée par Anthony Eden.

- 15 mai : 
  - Capitulation de l'armée néerlandaise ;
  - Annexion d'Eupen par l'Allemagne ;
  - Après des combats acharnés, les Panzer Divisionen dépassent Sedan. Elles obliquent vers le nord-ouest, pour encercler les  forces alliées engagées en Belgique, et au mépris du risque de se faire elles-mêmes encercler.
  - Les Britanniques refusent de faire monter au front leurs meilleurs avions de chasse, les Spitfire. Les Britanniques estiment que cela ne renversera pas le cours des événements en France, alors que ces forces seront essentielles si la France est vaincue, ce qui paraît maintenant probable.

- 17 mai : 
  - Le colonel Charles de Gaulle, tout récent commandant de la 4e division cuirassée, remporte à Montcornet un petit succès, mais, faute d'exploitation, il n'est significatif que de ce qui aurait pu se passer si...
  - Les Allemands prennent Charleroi et Bruxelles.

- 18 mai : 
  - le général Władysław Sikorski met la première Division de grenadiers polonais à la disposition de l'armée française.
  - Le Maréchal Philippe Pétain devient vice-président du Conseil.

- 20 mai :
  - le général Maxime Weygand remplace le général Gamelin comme commandant en chef des armées françaises.
  - Les Britanniques prennent la décision d'évacuer leurs troupes vers le Royaume-Uni (opération Dynamo).

- 21 mai : 
  - Les villes d'Arras et d'Amiens sont prises. Les Allemands atteignent la Manche ; l'armée française est coupée en deux, ses meilleures unités encerclées en Belgique. Mais Hitler interdit aux Panzerdivisionen de compléter l'encerclement par la capture des ports et plages.

- 22 mai :
  - Début du siège de Boulogne-sur-Mer.

- 23 mai : 
  - Dans le hameau de Paradis à Lestrem, 97 soldats anglais prisonniers sont massacrés à la mitrailleuse par les SS de la 4e compagnie du 1er bataillon du 2e régiment de la division Totenkopf sous le commandement de Fritz Knöchlein[1].

- 24 mai :
  - Début de l'Opération Alphabet (évacuation des troupes britanniques, françaises et polonaises du port de Narvik) qui se terminera le 8 juin.

- 25 mai :
  - Début de la bataille de la poche de Lille.

- 26 mai : 
  - Début de l'opération Dynamo, l'évacuation alliée de Dunkerque vers le Royaume-Uni. Elle durera jusqu'au 3 juin, en dépit de la Luftwaffe qui ne parviendra pas à l'empêcher.

- 27 mai :
  - Massacre du Paradis dans le Pas-de-Calais : des soldats britanniques sont exécutés par les SS.

- 28 mai : 
  - Capitulation de l'armée belge.
  - Le gouvernement britannique décide d’accélérer la mise en place de la défense de Londres.
  - Des troupes norvégiennes et polonaises repoussent les Allemands jusqu'à la frontière suédoise.

- 29 mai : 
  - Les Alliés reprennent Narvik aux Allemands et détruisent les installations portuaires.

- 31 mai : 
  - Le Corps expéditionnaire franco-polonais en Norvège reçoit l’ordre d’évacuer.
  - Reddition de Lille défendue par le groupement du général Molinié.
  - Les dernières Actualités françaises réalisées hors contrôle du (futur) occupant[2] montrent un hommage à Paris à Charles Péguy, disparu le premier mois de la première Guerre mondiale.
  - Dernier numéro de l'Os à Moelle, sur décision de Pierre Dac, son rédacteur en chef, alors que Paris est menacé par les unités de la Wehrmacht.